# Jasmin Handanovič
Jasmin Handanović (Ljubljana, 1978. január 28. –) szlovén válogatott labdarúgó.

## Fordítás
- Ez a szócikk részben vagy egészben  a   Jasmin Handanović című angol Wikipédia-szócikk fordításán alapul.  Az eredeti cikk szerkesztőit annak laptörténete sorolja fel. Ez a jelzés csupán a megfogalmazás eredetét és a szerzői jogokat jelzi, nem szolgál a cikkben szereplő információk forrásmegjelöléseként.